# Chaîne Bowers
Pour les articles homonymes, voir Bowers.
La chaîne Bowers (en anglais : Bowers Mountains) est une chaîne de montagnes située en Antarctique.
Cette chaîne mesure environ 145 km de long et 56 km de large, elle est axée globalement nord-sud. Elle est bordée au nord par l'océan et par les glaciers Rennick, Canham, Black et Lillie. L'extrémité septentrionale de la chaîne, où elle plonge dans l'océan, a été observée la première fois en février 1911 par Harry Pennell et a été nommée Bowers Hills en l'honneur de Henry Robertson Bowers qui périt avec le capitaine Robert Falcon Scott à leur retour du Pôle Sud en 1912, lors de l'expédition Terra Nova.
Cette chaîne a été photographiée par des avions de l'US Navy en 1946-1947 et 1960-1962. Elle est explorée et cartographiée en 1962-1963 par l'USGS. Ces études ayant montré que la chaîne était très étendue et que des sommets se situaient à environ 2 600 mètres d'altitude, elle fut renommée en Bowers Mountains.

## Principaux sommets
- Mont Marwick, 2 590 m
- Mont Ford, 2 580 m
- Mont Bernstein, 2 420 m

## Sources
- (en) Cet article est partiellement ou en totalité issu de l’article de Wikipédia en anglais intitulé « Bowers Mountains » (voir la liste des auteurs).